# Livré-sur-Changeon
Livré-sur-Changeon è un comune francese di 1 638 abitanti situato nel dipartimento dell'Ille-et-Vilaine nella regione della Bretagna.

## Società

### Evoluzione demografica
Abitanti censiti